# Plusia obscura
Plusia obscura là một loài bướm đêm trong họ Noctuidae.